# Florence Reed
Florence Reed (Philadelphia, 10 januari 1883 – Islip, 21 november 1967) was een Amerikaanse actrice.

## Biografie
Florence Reed werd geboren in Philadelphia als dochter van komiek Roland Lewis Reed en Johanna Sommer. Haar vader stierf in 1901 toen ze 17 jaar oud was. Daarna verhuisde ze met haar moeder naar New York om een carrière in het theater na te streven.
Ze maakte haar debuut op Broadway in het Fifth Avenue Theatre in 1904 met een monoloog van George M. Cohan. Rond 1915, toen ze al een toneelster was, begon ze met het maken van films. Ze verscheen in vijftien stomme films; de laatste was The Black Panther's Cub uit 1921. Na dertien jaar maakte ze haar eerste geluidsfilm met Great Expectations. Ze maakte daarna nog twee films, maar gaf uiteindelijk de voorkeur aan het theater.
In de jaren vijftig trad Reed op in verschillende vroege televisieprogramma's, zoals The Philco Television Playhouse, Kraft Television Theatre en The United States Steel Hour.
Ze was getrouwd met acteur Malcolm Williams van 1908 tot aan zijn overlijden in 1937. Het paar speelde vaak samen in toneelproducties. Florence Reed overleed op 21 november 1967.

## Theaterwerk
Reed bleef jarenlang verbonden aan het Fifth Avenue Theater om haar vak te perfectioneren. Ze speelde ook op diverse andere plaatsen in de Verenigde Staten met May Irwin in The Widow Jones en ze vertolkte Ophelia in Hamlet in een productie van E.H. Sothern. In 1914 verscheen Reed met John Barrymore in het populaire toneelstuk The Yellow Ticket. In 1943 vertolkte ze de rol van The Fortune Teller in The Skin of Our Teeth van Thornton Wilder, een rol die ze in 1955 hernam in een Broadway-revival.